# Diocesi di Allentown
La diocesi di Allentown (in latino Dioecesis Alanopolitana) è una sede della Chiesa cattolica negli Stati Uniti d'America suffraganea dell'arcidiocesi di Filadelfia. Nel 2022 contava 243.300 battezzati su 1.301.308 abitanti. È retta dal vescovo Alfred Andrew Schlert.

## Territorio
La diocesi comprende 5 contee dello stato della Pennsylvania, negli Stati Uniti: Berks, Carbon, Lehigh, Northampton e Schuylkill.
Sede vescovile è la città di Allentown, dove si trova la cattedrale di Santa Caterina da Siena (Saint Catherine of Siena).
Il territorio si estende su 7.183 km² ed è suddiviso in 80 parrocchie.

## Storia
La diocesi è stata eretta il 28 gennaio 1961 con la bolla Philadelphiensis Latinorum di papa Giovanni XXIII, ricavandone il territorio dall'arcidiocesi di Filadelfia.

## Cronotassi dei vescovi
Si omettono i periodi di sede vacante non superiori ai 2 anni o non storicamente accertati.
- Joseph Mark McShea † (11 febbraio 1961 - 3 febbraio 1983 ritirato)
- Thomas Jerome Welsh † (3 febbraio 1983 - 15 dicembre 1997 dimesso)
- Edward Peter Cullen † (16 dicembre 1997 - 27 maggio 2009 ritirato)
- John Oliver Barres (27 maggio 2009 - 9 dicembre 2016 nominato vescovo di Rockville Centre)
- Alfred Andrew Schlert, dal 27 giugno 2017

## Statistiche
La diocesi nel 2022 su una popolazione di 1.301.308 persone contava 243.300 battezzati, corrispondenti al 18,7% del totale.
| anno | popolazione | popolazione | popolazione | presbiteri | presbiteri | presbiteri | presbiteri                | diaconi | religiosi | religiosi | parrocchie |
| anno | battezzati  | totale      | %           | numero     | secolari   | regolari   | battezzati per presbitero | diaconi | uomini    | donne     | parrocchie |
| ---- | ----------- | ----------- | ----------- | ---------- | ---------- | ---------- | ------------------------- | ------- | --------- | --------- | ---------- |
| 1966 | 245.679     | 930.278     | 26,4        | 385        | 292        | 93         | 638                       |         | 181       | 1.206     | 151        |
| 1970 | 255.372     | 967.172     | 26,4        | 375        | 281        | 94         | 680                       |         | 144       | 1.160     | 151        |
| 1976 | 261.333     | 999.400     | 26,1        | 409        | 291        | 118        | 638                       |         | 250       | 1.031     | 152        |
| 1980 | 264.800     | 1.014.000   | 26,1        | 400        | 300        | 100        | 662                       |         | 197       | 961       | 152        |
| 1990 | 252.898     | 1.080.100   | 23,4        | 375        | 294        | 81         | 674                       | 32      | 134       | 850       | 153        |
| 1999 | 259.847     | 1.084.189   | 24,0        | 318        | 244        | 74         | 817                       | 77      | 10        | 590       | 153        |
| 2000 | 264.373     | 1.084.189   | 24,4        | 323        | 255        | 68         | 818                       | 76      | 78        | 575       | 153        |
| 2001 | 268.609     | 1.120.127   | 24,0        | 318        | 252        | 66         | 844                       | 100     | 78        | 495       | 153        |
| 2002 | 270.843     | 1.161.932   | 23,3        | 322        | 250        | 72         | 841                       | 98      | 85        | 490       | 153        |
| 2003 | 273.599     | 1.161.932   | 23,5        | 329        | 251        | 78         | 831                       | 98      | 95        | 480       | 153        |
| 2004 | 273.249     | 1.161.932   | 23,5        | 294        | 225        | 69         | 929                       | 96      | 80        | 434       | 153        |
| 2006 | 272.640     | 1.161.932   | 23,5        | 282        | 210        | 72         | 966                       | 87      | 83        | 397       | 151        |
| 2012 | 297.000     | 1.272.212   | 23,3        | 243        | 178        | 65         | 1.222                     | 97      | 82        | 340       | 104        |
| 2015 | 303.000     | 1.300.000   | 23,3        | 233        | 174        | 59         | 1.300                     | 92      | 76        | 302       | 94         |
| 2018 | 309.540     | 1.328.660   | 23,3        | 210        | 157        | 53         | 1.474                     | 127     | 65        | 285       | 84         |
| 2020 | 251.871     | 1.347.265   | 18,7        | 182        | 137        | 45         | 1.383                     | 121     | 58        | 265       | 84         |
| 2022 | 243.300     | 1.301.308   | 18,7        | 173        | 131        | 42         | 1.406                     | 132     | 48        | 227       | 80         |